# Équipe de France masculine de handball aux Jeux olympiques d'été de 2000
Cet article relate le parcours de l'Équipe de France masculine de handball lors des Jeux olympiques de 2000 organisés à Sydney en Australie. Il s'agit de la 3e participation de la France aux Jeux olympiques.
Huit mois après la quatrième place au Championnat d'Europe 2000 et quatre mois avant le Championnat du monde 2001 organisé en France qui se veut l'apothéose pour la dernière compétition de Daniel Costantini, les Bleus vont chercher à se racheter du tournoi final d'Atlanta (Les Barjots échouent à la quatrième place), pourquoi pas en accrochant une médaille comme à Barcelone (première médaille du handball français). À condition d'arriver à gérer la Russie et la Suède, les premières nations mondiales. L'équipe a notamment retrouvé l'arrière Jérôme Fernandez, blessé stupidement (brûlé sous la douche) juste avant les championnats d'Europe, en janvier.
Lors du premier match contre la Slovénie, les Bleus ont pourtant montré des qualités, celles d'y croire jusqu'au bout, pour éviter le pire en arrachant le match nul 24-24 grâce à un 5-1 final. Contre la Tunisie, les Français ont mieux maitrisé le match mais ont aussi mieux dû s'employer en fin de match pour faire passer le score de 17-17 à 20-17. Ensuite, ils ont battu avec la manière l'Espagne (25-23) et, avec un peu de métier, auraient également pu accrocher la Suède à leur tableau de chasse (défaite 23-24). Le dernier match face aux hôtes australiens n'est qu'une formalité (28-16) et la France termine ainsi à la deuxième place de sa poule, synonyme de quart de finale a priori abordable dans la course aux médailles. Mais la France rate son quart de finale face à une Yougoslavie pourtant pas exceptionnelle et termine à la 6e place au terme des matchs de classement.

## Présentation

### Qualification
La France a obtenu sa qualification en terminant parmi les sept premières équipes du Championnat du monde 1999 en Égypte, plus précisément à la sixième place.

### Phase de préparation
La France a notamment terminé deuxième du Tournoi de Paris-Bercy :
- 16 juin 2000 : France-Portugal 23-17
- 17 juin 2000 : France-Égypte 22-23
- 18 juin 2000 : France-Suède 25-12.

La réelle phase de préparation est organisée en deux blocs :
- préparation physique du 17 juillet au 2 août à Vittel et du 7 au 13 août ;
- matchs de préparation du 14 août au 3 septembre.

Dix-sept joueurs ont ainsi été appelés à Vittel le 17 juillet :
- Anquetil, Burdet, Dinart, Fernandez, Golic, Martini, Omeyer, Puigsegur de Montpellier,
- B. Gille, G. Gille, Narcisse de Chambéry,
- Girault et Latchimy du PSG,
- Wiltberger de Sélestat,
- Plantin de Toulouse,
- Cazal d'Irun et Richardson de Pampelune (Espagne).

La première série de 4 matchs ont lieu contre la  Slovaquie :
- à Vittel le 14 août : victoire 28-22 (18-09),
- à Antibes le 16 août : victoire 22-18 (10-08),
- à Valence le 17 août : victoire 22-16 (08-08),
- à Clermont-Ferrand le 18 août : victoire 27-12 (09-07).

La France a ensuite participé à l'Eurotournoi, disputé du 30 août au 9 septembre et qui oppose 3 qualifiées pour les JO de Sydney (Allemagne, France et Russie) ainsi que le Portugal, valeur montante du handball mondial. La Russie l'emporte devant l'Allemagne et remportera le titre olympique un mois plus tard :
| Mercredi 30 août 2000 | France           | 30 – 16 | Portugal | Salle des Malteries, Schiltigheim Affluence : 1 500 Arbitrage : Jenő Klúcsó et Tivadar Lekrinszki |
| Mercredi 30 août 2000 | Bertrand Gille 7 | (16-8)  | Coelho 4 | Salle des Malteries, Schiltigheim Affluence : 1 500 Arbitrage : Jenő Klúcsó et Tivadar Lekrinszki |
| Mercredi 30 août 2000 | ×4               | Rapport | ×6       | Salle des Malteries, Schiltigheim Affluence : 1 500 Arbitrage : Jenő Klúcsó et Tivadar Lekrinszki |

- France : Christian Gaudin (1re mi-temps, 6 arrêts) et Bruno Martini (2e mi-temps, 10 arrêts). Didier Dinart 1, Cédric Burdet 2, Guillaume Gille, Bertrand Gille 7, Guéric Kervadec 1, Grégory Anquetil 2 pen., Andrej Golić 2, Olivier Girault 3, Marc Wiltberger 3, Stéphane Joulin 3, Jackson Richardson, Patrick Cazal 6.
- Portugal[6] : Sergio Morgado (1re mi-temps, 8 arrêts dont 1 pen), Carlos Ferreira (2e mi-temps, 9 arrêts), Carlos Galambas 1, Ricardo Andorhino 3 (1 pen), Tiago Silva 1, Eduardo Coelho 4 (3 pen), Ricardo Costa 1, Paulo Araujo, Miguel Povoas 1, David Tavares 1, Luis Gomes 2, Paulo Vieira 2, Joao Lopes, VictorTchikoulaev, Rui Silva. Sélectionneur : Javier García Cuesta.
- Sortis pour deux minutes : Guillaume Gille (26e), Olivier Girault (28e), Cédric Burdet (41e) et Didier Dinart (57e) pour la France ; Andorhino (26e), Tchikoulaev (28e et 57e), T. Silva (29e), Tavares (39e) et Gomes (47e) pour le Portugal.

S'appuyant en effet, sur une défense très efficace, les Bleus ont poussé l'attaque adverse à la faute. Les Portugais mènent bien 1-3 à la 5e mais Patrick Cazal sortait l'artillerie lourde et avec six buts sur autant de tirs, s'avérait le principal buteur sur jeu placé. Bertrand Gille de son côté s'occupait de la finition des contre-attaques, enfin Marc Marc Wiltberger montrait son art en inscrivant le 7-5 sur un chabala. Ces trois joueurs furent les plus en vue de ce début de match puisqu'ils se partagèrent les dix premiers buts français. Christian Gaudin gardait son but inviolé de la 16e à la 27e minute, le score passant de 8-6 à 14-7 pour échoir à 16-8 à la mi-temps. Au retour des vestiaires, un peu de précipitation et de déconcentration amenèrent les Français à vendanger quelques occasions mais l'écart ne descend pas sous les six buts (20-14, 43e), grâce notamment à un Bruno Martini efficace dans les bois. Tout revient cependant rapidement dans l'ordre et les Bleus terminent à 30-16 grâce notamment à Stéphane Joulin et l'inévitable Bertrand Gille. terminant avec un joli 6/7. Dans l'autre match de la journée, l'Allemagne et la Russie sont deux des postulants à une médaille olympique et sont composées de joueurs se connaissant parfaitement puisque onze Russes évoluent en Bundesliga : 25-25 score final.
| Jeudi 31 août 2000 | France            | 19 – 21 | Allemagne         | Salle des Malteries, Schiltigheim Arbitrage : Mmes Branka Marić et Zorica Gardinovački |
| Jeudi 31 août 2000 | Stéphane Joulin 4 | (6-11)  | Jörg Kunze (de) 6 | Salle des Malteries, Schiltigheim Arbitrage : Mmes Branka Marić et Zorica Gardinovački |
| Jeudi 31 août 2000 | ×?                | Rapport | ×?                | Salle des Malteries, Schiltigheim Arbitrage : Mmes Branka Marić et Zorica Gardinovački |

- France : Christian Gaudin (1re mi-temps, 2 arrêts) et Bruno Martini (2e mi-temps, 6 arrêts, dont 1 pen.) aux buts. Jérôme Fernandez 1, Cédric Burdet 2, Didier Dinart 1, Guillaume Gille 3, Guéric Kervadec 2, Grégory Anquetil 1, Andrej Golić 2, dont 1 pen., Olivier Girault, Marc Wiltberger, Stéphane Joulin 4 dont 1 pen., Jackson Richardson 2, Patrick Cazal 1. Bertrand Gille, blessé au mollet, ne participe pas au match.
- Allemagne[7] : Jan Holpert (de) (tout le match , 11 arrêts) et Henning Fritz aux buts. Mike Bezdicek (de), Frank von Behren (de) 2, Bogdan Wenta 3, Jan-Olaf Immel (de), Christian Schwarzer, Klaus-Dieter Petersen (de), Volker Zerbe, Markus Baur 2, Sven Lakenmacher (de) 2, Bernd Roos 3 dont 1 pen., Jörg Kunze (de) 6, Florian Kehrmann 3. Sélectionneur : Heiner Brand.

Dès l'entame, les défenses prennent le pas sur les attaques et le premier but du match n'est marqué qu'à la 4e minute par Petersen. C'est Grégory Anquetil qui plaçait le premier tir victorieux des Français (1-2, 11e). De nombreuses passes approximatives et de mésententes en attaque empêchent les hommes de Daniel Costantini de faire la jonction au score. Bernd Roos continuait sur la lancée du match contre les Russes et Jan Holpert fermait la porte de ses cages. Guillaume Gille sonnait bien le réveil français mais les Allemands par Wenta et Lakenmacher, conservent un avantage conséquent à la pause : 6-11. En début de seconde période, les Français semblent dans de meilleures dispositions et s'ils ont à plusieurs reprises des balles de -2, voire de -1 (55e), Holpert, la barre transversale et quelques décisions arbitrales en décidèrent autrement (19-21, score final). Dans l'autre match de la journée, la Russie s'impose logiquement 28 à 23 contre le Portugal.
| Samedi 2 septembre 2000 | France         | 23 – 26 | Russie         | Salle des Malteries, Schiltigheim Affluence : 2 000 Arbitrage : Leon Kalin (de) et Enes Koric |
| Samedi 2 septembre 2000 | Andrej Golić 5 | (10-12) | Oleg Khodkov 9 | Salle des Malteries, Schiltigheim Affluence : 2 000 Arbitrage : Leon Kalin (de) et Enes Koric |
| Samedi 2 septembre 2000 | ×1             | Rapport | ×2             | Salle des Malteries, Schiltigheim Affluence : 2 000 Arbitrage : Leon Kalin (de) et Enes Koric |

- France : Christian Gaudin (1re mi-temps, 6 arrêts dont 1 pen) et Bruno Martini (1re mi-temps, 8 arrêts) aux buts. Jérôme Fernandez 4, Didier Dinart, Cédric Burdet 1, Bertrand Gille 4, Guéric Kervadec 3, Grégory Anquetil 2, Andrej Golić 5 (3 pen), Olivier Girault, Marc Wiltberger, Stéphane Joulin, Jackson Richardson 3, Patrick Cazal 1.
- Russie[8] : Maxim Chtchevelev, Andreï Lavrov (tout le match, 13 arrêts) et Pavel Soukossian aux buts. Alexeï Rastvortsev, Dimitri Filippov, Viatcheslav Gorpichine, Oleg Khodkov 9, Edouard Kokcharov 8 (2 pen), Vassili Koudinov, Stanislav Koulintchenko 2, Dimitri Kouzelev 1, Denis Krivochlikov, Igor Lavrov, Sergueï Pogorelov 1, Dimitri Torgovanov 2, Alexandre Toutchkine 1, Lev Voronine 2. Sélectionneur : Vladimir Maksimov.
- Sortis pour deux minutes : Guéric Kervadec (48e) pour la France ; Kokcharov (1re) et Pogorelov (23e) pour la Russie.

Plus solides, plus complets et mieux inspirés, les Russes ont montré à l'équipe de France que leur statut de favori à Sydney n'était pas usurpé. Et ce notamment grâce à Andreï Lavrov, le mythique gardien de l'équipe d'URSS, de la CEI puis aujourd'hui de la Russie, double champion du monde et double champion olympique, qui a passé son temps à écœurer les tireurs français. Pourtant, appliqués, volontaires et, sans doute, aussi, piqués au vif, les Tricolores avant bien débuté ce match tout tourné vers la défense, Didier Didier Dinart et les siens ayant alors fait jeu égal avec les Russes durant 20 minutes (5-5). Lavrov y mit alors du sien et les Russes, auquel il ne faut décidément ne faire aucun cadeau, placèrent un 0-3 qui laissa les Français à deux buts (7-9 puis 10-12 à a pause). En panne d'arrières (en 45 minutes, ils n'inscrivirent qu'un seul et tout petit but à mi-distance), les Bleus allaient subir la domination des Russes et notamment d'Oleg Khodkov qui s'était mis en tête de prouver qu'il était beaucoup mieux qu'une doublure de Vassili Koudinov et finir la matcha avec un 9 sur 10. La formation tricolore est alors dépassée par la technique russe (11-16 à la 38e). Lorsque Jérôme Fernandez se décida, enfin, à prendre ses responsabilités, le public se remit à y croire (17-22 mais 20-23 à la 55e et 22-24 à un peu moins de deux minutes du terme), mais ce sont bien les Russes, plus fort, plus complet et, visiblement, plus en confiance, qui s'imposent finalement 26 à 23. Dans l'autre match de la journée, le Portugal a créé la sensation en battant l'Allemagne 24 à 23.
Le quatrième opposition de la seconde série de 4 matchs à lieu le 2 septembre à Hombourg face à l' Allemagne et s'est conclu par un match nul 21-21 (14-12).
Lors de ces huit matchs, 19 joueurs ont été utilisés. Au plan individuel, si les gardiens Omeyer-Martini, puis Martini-Gaudin ont semblé assurer, les attaquants ont été pour le moins
timides :
- Bertrand Gille 26 buts en 7 matches, Fernandez 25 buts en 6, étant les plus prolifiques.
- Richardson 14 buts en 8 matches, Guillaume Gille 8 buts en 5 matches ne paraissant pas au mieux. .

L'équipe est arrivée au village olympique le 8 septembre au soir et d'y terminer la préparation, avec notamment :
- le 12, un entraînement et un match de préparation contre la  Russie abordés en 2e degré avec des thèmes de défense "'commandés" à l'avance...
- le 14, un entraînement et un match de préparation contre la  RF Yougoslavie. Celui-ci se passe mal deux collectifs avaient été dégagés, Golic, Wiltberger, Richardson, Kervadec, Cazal, Anquetil en première mi-temps, épaulé par Dinart seront distancés 11 à 14. Girault, Fernandez, G. Gille, B. Gille, Burdet, Joulin en seconde mi-temps ne feront pas mieux (15-18, 26-32 score final).

### Effectif
Remarques :
- l'âge des joueurs est calculé au 16 septembre 2000, date du début de la compétition.
- les statistiques des sélections et des buts[10] sont celle avant l'Eurotournoi, disputé 15 jours avant le début des JO.
- à l'occasion du Tournoi de Paris-Bercy, Jackson Richardson est devenu le premier joueur français à atteindre le cap des 300 sélections[12]. Il portera ce total à 417 en 2005.

## Résultats
Remarque : toutes les heures sont locales (UTC−3). En Europe (UTC+2), il faut donc ajouter 5 heures.

### Phase de groupe

#### Match nul face à la Slovénie
La Slovénie de Puc, Banfro et Pušnik, tous d'ex-internationaux yougoslaves, est le premier adversaire de la France et le match de préparation contre la Yougoslavie était aussi pour préparer ce match puisque ces deux équipes ont le même système défensif (zone 3-2-1). Pendant 45 minutes, l'attaque française se résumera en une incapacité à trouver des solutions de loin (G. Gille 0 sur 6, Fernandez 0 sur 4), une certaine inefficacité à 6 mètres n'arrangeant pas les choses (B. Gille 2/5, Kervadec 1/3).
Le score est alors de 11-18 pour les Slovènes avant qu'un changement de stratégie et surtout un sursaut d'orgueil ne permettent de revenir progressivement les Bleus dans le match pour égaliser par G. Anquetil à 15 secondes de lan fin du match... Richardson, Golic et Anquetil auront été les instruments de la révolte bien aidés par un Martini impeccable. Bref, plutôt qu'un point de perdu, la France avait conscience d'avoir frôlé, dès le premier jour, la correctionnelle...
| 16 septembre 2000 11h30 | France          | 24 – 24                    | Slovénie           | The Dome, Sydney Arbitrage : Svein Olav Øie et Bjørn Hogsnes |
| 16 septembre 2000 11h30 | trois joueurs 6 | (9 – 11)                   | Roman Pungartnik 6 | The Dome, Sydney Arbitrage : Svein Olav Øie et Bjørn Hogsnes |
| 16 septembre 2000 11h30 | ×2 ×5           | Olympedia Officiel, p. 153 | ×2 ×3              | The Dome, Sydney Arbitrage : Svein Olav Øie et Bjørn Hogsnes |

| France                         |    |                    |       |                           |
|                                |    |                    |       |                           |
| G                              | 1  | Christian Gaudin   | -     |                           |
| G                              | 12 | Bruno Martini      | 14/38 |                           |
| ARG                            | 2  | Jérôme Fernandez   | 0/4   |                           |
| P                              | 3  | Didier Dinart      | -     |                           |
| ARD                            | 4  | Cédric Burdet      | 1/1   | Suspension                |
| DC                             | 5  | Guillaume Gille    | 0/6   | Carton jaune · Suspension |
| P                              | 6  | Bertrand Gille     | 2/5   | Carton jaune              |
| P                              | 7  | Guéric Kervadec    | 1/3   | Suspension · Suspension   |
| ALD                            | 9  | Grégory Anquetil   | 6/10  | Suspension                |
| ALG                            | 10 | Andrej Golić       | 6/9   |                           |
| DC                             | 17 | Jackson Richardson | 6/6   |                           |
| ARD                            | 19 | Patrick Cazal      | 2/3   |                           |
| Entraîneur : Daniel Costantini |    |                    |       |                           |

| Slovénie       |    |                  |       |                         |
|                |    |                  |       |                         |
| GB             | 1  | Rolando Pušnik   | -     |                         |
| GB             | 16 | Beno Lapajne     | 14/38 |                         |
| ?              | 3  | Uroš Šerbec      | 4/9   |                         |
| ARD            | 4  | Renato Vugrinec  | 1/2   |                         |
| ?              | 6  | Andrej Kastelic  | 1/4   |                         |
| ?              | 7  | Tettey Banfro    | 4/6   | Suspension · Suspension |
| DC             | 10 | Iztok Puc        | 1/7   | Suspension              |
| ?              | 11 | Roman Pungartnik | 6/8   |                         |
| ?              | 13 | Tomaž Tomšič     | 3/4   |                         |
| ?              | 14 | Jani Likaveč     | -     |                         |
| ARG            | 15 | Aleš Pajovič     | 4/6   | Carton jaune            |
| ?              | 19 | Zoran Lubej      | 0/1   | Carton jaune            |
| Entraîneur : ? |    |                  |       |                         |

#### Victoire face à la Tunisie
Pour le 2e match, l'adversaire est la Tunisie avec sa défense agressive, son tempérament. C'est le match à ne pas perdre sinon c'est le retour anticipé en France... Fernandez et Burdet sont laissés au repos. Christian Gaudin fait une timide rentrée, encore géné par une coupure au doigt contractée lors du dernier match de préparation. Le match est verrouillé : seulement 9-6 à la mi-temps. Les Bleus ne marquent aucun but à 9 mètres et l'efficacité de près est moyenne (6/10 à 6 mètres, 2/7 de l'aile) : seul le jeu en pénétration est efficace avec 9 buts sur 11 tentatives. Plusieurs arrêts de Martini en fin de match permettra de faire passer le score de 17-17 à 20-17 (score final).
| 18 septembre 2000 11h30 | Tunisie         | 17 – 20                    | France          | The Dome, Sydney Arbitrage : Chung Hyung-kyun et Lim Kyu-ha |
| 18 septembre 2000 11h30 | trois joueurs 4 | (11 – 11)                  | trois joueurs 4 | The Dome, Sydney Arbitrage : Chung Hyung-kyun et Lim Kyu-ha |
| 18 septembre 2000 11h30 | ×3              | Olympedia Officiel, p. 156 | ×2 ×3           | The Dome, Sydney Arbitrage : Chung Hyung-kyun et Lim Kyu-ha |

| Tunisie                  |    |                 |       |                           |
|                          |    |                 |       |                           |
| GB                       | 12 | Riadh Sanaa     | -     |                           |
| GB                       | 16 | Slim Zehani     | 10/30 |                           |
| ALG                      | 2  | Anouar Ayed     | 4/5   | Carton jaune              |
| P                        | 6  | Issam Tej       | 2/3   | Carton jaune              |
| DC                       | 7  | Oualid Ben Amor | 0/2   |                           |
| ?                        | 8  | Mohamed Madi    | 4/9   |                           |
| ?                        | 10 | Ali Madi        | 3/3   | Suspension                |
| ?                        | 11 | Makrem Jerou    | 0/1   | Suspension                |
| ARD                      | 14 | Sobhi Sioud     | 4/10  |                           |
| ?                        | 17 | Dhaker Seboui   | -     | Carton jaune · Suspension |
| ARD                      | 18 | Wissem Bousnina | -     |                           |
| DC                       | 20 | Heykel Megannem | -     |                           |
| Entraîneur : Sayed Ayari |    |                 |       |                           |

| France                         |    |                    |      |                           |
|                                |    |                    |      |                           |
| G                              | 1  | Christian Gaudin   | 2/13 |                           |
| G                              | 12 | Bruno Martini      | 8/14 |                           |
| P                              | 3  | Didier Dinart      | -    | Carton jaune              |
| DC                             | 5  | Guillaume Gille    | 3/3  | Suspension                |
| P                              | 6  | Bertrand Gille     | 4/6  | Suspension                |
| P                              | 7  | Guéric Kervadec    | 4/5  | Carton jaune · Suspension |
| ALD                            | 9  | Grégory Anquetil   | 0/5  |                           |
| ALG                            | 10 | Andrej Golić       | 4/6  |                           |
| ALG                            | 11 | Olivier Girault    | -    |                           |
| ARG                            | 14 | Marc Wiltberger    | 1/1  |                           |
| DC                             | 17 | Jackson Richardson | 2/2  |                           |
| ARD                            | 19 | Patrick Cazal      | 2/5  |                           |
| Entraîneur : Daniel Costantini |    |                    |      |                           |

#### Victoire face à l'Espagne
Pour le troisième match, c'est l'Espagne qui se présente. Jusque-là les joueurs de Juan de Dios Román n'avaient pas paru irrésistibles (victoire de deux buts face à la Tunisie puis large victoire face à la faible Australie). Fernandez et Burdet retrouvent leur place au détriment de Girault et Wiltberger. Ce match sera le meilleur du tournoi pour la France. Avec deux gardiens performants (Gaudin à 40 %), un équilibre offensif intéressant 5/5 de l'aile, 9/13 de loin, les Français rivalisent longtemps avec l'Espagne sans pouvoir la dominer (22-19 pour l'Espagne à la 53e minute). Un peu comme contre la Slovénie, la révolte sonne en fin de match : Fernandez, Richardson, G. Gille à partir de ballons récupérés, ramènent la France à hauteur. Les Espagnols paniquent et Kervadec porte l'estocade à Barrufet pour une belle victoire française (25-23, score final). 
| 20 septembre 2000 19h30 | Espagne          | 23 – 25                    | France             | The Dome, Sydney Arbitrage : Jan Boye et Bjarne Munk Jensen |
| 20 septembre 2000 19h30 | Rafael Guijosa 7 | (11 – 11)                  | Jérôme Fernandez 7 | The Dome, Sydney Arbitrage : Jan Boye et Bjarne Munk Jensen |
| 20 septembre 2000 19h30 | ×3 ×4            | Olympedia Officiel, p. 161 | ×3 ×6              | The Dome, Sydney Arbitrage : Jan Boye et Bjarne Munk Jensen |

| Espagne                         |    |                       |      |                           |
|                                 |    |                       |      |                           |
| GB                              | 12 | Jordi Núñez           | 6/25 |                           |
| GB                              | 16 | David Barrufet        | 0/6  |                           |
| P                               | 3  | Andrei Xepkin         | 4/5  | Carton jaune · Suspension |
| ALG                             | 4  | Rafael Guijosa        | 7/9  |                           |
| DC                              | 5  | Enric Masip           | 2/5  |                           |
| DC                              | 6  | Xavier O'Callaghan    | -    | Carton jaune · Suspension |
| ARD                             | 7  | Iñaki Urdangarin      | 0/1  |                           |
| ARD                             | 9  | Mateo Garralda        | 1/4  | Suspension                |
| DC                              | 10 | Talant Dujshebaev     | 5/10 | Suspension                |
| ARG                             | 11 | Demetrio Lozano       | 3/4  | Carton jaune              |
| ALD                             | 13 | Alberto Urdiales      | 1/2  |                           |
| ARD                             | 20 | Antonio Carlos Ortega | 0/3  |                           |
| Entraîneur : Juan de Dios Román |    |                       |      |                           |

| France                         |    |                    |       |                                        |
|                                |    |                    |       |                                        |
| G                              | 1  | Christian Gaudin   | 11/28 |                                        |
| G                              | 12 | Bruno Martini      | 3/9   |                                        |
| ARG                            | 2  | Jérôme Fernandez   | 7/8   |                                        |
| P                              | 3  | Didier Dinart      | -     |                                        |
| ARD                            | 4  | Cédric Burdet      | 2/4   |                                        |
| DC                             | 5  | Guillaume Gille    | 4/6   | Suspension · Suspension                |
| P                              | 6  | Bertrand Gille     | 2/5   | Carton jaune · Suspension              |
| P                              | 7  | Guéric Kervadec    | 3/4   | Carton jaune · Suspension              |
| ALD                            | 9  | Grégory Anquetil   | 2/2   | Carton jaune · Suspension · Suspension |
| ALG                            | 10 | Andrej Golić       | 2/4   |                                        |
| DC                             | 17 | Jackson Richardson | 2/2   |                                        |
| ARD                            | 19 | Patrick Cazal      | 1/3   |                                        |
| Entraîneur : Daniel Costantini |    |                    |       |                                        |

#### Défaite face à la Suède
La compétition pleinement lancée, c'est la première place de la poule qui est en jeu face à la grande Suède, championne du monde en titre... Bertrand Gille est blessé donc Kervadec va devoir se multiplier au poste de pivot offensif et en défense... Gaudin est impeccable (plus 50 % d'arrêts), Kervadec est trouvée trois fois d'entrée de jeu (il marquera 5 buts en première période), Guillaume Gille et Jérôme Fernandez sont efficaces et la France mène 11 à 9 à la pause.
A la reprise, Costantini choisit de faire rentrer Martini dans les buts. Les Français restent en tête jusqu'à la 45e minute (20-18). Gentzel, le gardien suédois, revient dans les buts et réalise plusieurs arrêts pour autant de contre-attaques qui installent la Suède en tête 22-21 puis 24-21. Alors que le score est de 24-23, les Suédois ne sont qu'à 5 joueurs sur leur dernière attaque et les Français parviennet à récupérer la balle à 8 secondes de la fin, le gardien suédois est au milieu du terrain, Cazal seul sur la droite mais le ballon est relancé à gauche et c'est donc bien la Suède qui s'impose.
| 22 septembre 2000 21h30 | France                | 23 – 24                    | Suède           | The Dome, Sydney Arbitrage : Marjan Nachevski et Dragan Nachevski |
| 22 septembre 2000 21h30 | Fernandez, Kervadec 7 | (11 – 9)                   | trois joueurs 5 | The Dome, Sydney Arbitrage : Marjan Nachevski et Dragan Nachevski |
| 22 septembre 2000 21h30 | ×3                    | Olympedia Officiel, p. 164 | ×3 ×4           | The Dome, Sydney Arbitrage : Marjan Nachevski et Dragan Nachevski |

| France                         |    |                    |       |              |
|                                |    |                    |       |              |
| G                              | 1  | Christian Gaudin   | 12/23 |              |
| G                              | 12 | Bruno Martini      | 2/15  |              |
| ARG                            | 2  | Jérôme Fernandez   | 7/12  |              |
| P                              | 3  | Didier Dinart      | 0/1   | Carton jaune |
| ARD                            | 4  | Cédric Burdet      | 1/5   | Suspension   |
| DC                             | 5  | Guillaume Gille    | 3/4   |              |
| P                              | 7  | Guéric Kervadec    | 7/10  | Suspension   |
| ALD                            | 9  | Grégory Anquetil   | 2/4   | Carton jaune |
| ALG                            | 10 | Andrej Golić       | 2/6   | Suspension   |
| ALG                            | 11 | Olivier Girault    | -     | Carton jaune |
| DC                             | 17 | Jackson Richardson | 0/1   |              |
| ARD                            | 19 | Patrick Cazal      | 1/3   |              |
| Entraîneur : Daniel Costantini |    |                    |       |              |

| Suède                        |    |                   |      |                           |
|                              |    |                   |      |                           |
| GB                           | 1  | Tomas Svensson    | 9/28 |                           |
| GB                           | 12 | Peter Gentzel     | 5/9  |                           |
| DC/P                         | 3  | Magnus Wislander  | 3/6  | Carton jaune · Suspension |
| P                            | 4  | Thomas Sivertsson | -    | Suspension                |
| ARG/P                        | 5  | Ola Lindgren      | -    |                           |
| ALG                          | 6  | Martin Frändesjö  | 5/7  |                           |
| ALD                          | 8  | Johan Petersson   | 5/10 |                           |
| ARG                          | 9  | Stefan Lövgren    | 5/9  |                           |
| ARD                          | 13 | Staffan Olsson    | 2/4  | Carton jaune              |
| DC                           | 14 | Magnus Andersson  | 0/1  | Carton jaune              |
| ARD                          | 15 | Andreas Larsson   | 1/1  |                           |
| DC                           | 17 | Ljubomir Vranjes  | 3/4  | Suspension · Suspension   |
| Entraîneur : Bengt Johansson |    |                   |      |                           |

#### Victoire face à l'Australie
Le dernier match face à des Australiens limités et l'occasion pour relancer quelques joueur ayant plutôt déçu jusque là : Wiltberger, Cazal, Girault et Martini. Malgré quelques exploits australiens, le sérieux en défense permet aux Bleus, sans être efficace en attaque, de gagner facilement (28-16).
| 24 septembre 2000 14h30 | France            | 28 – 16                    | Australie       | The Dome, Sydney Arbitrage : Yasser Salim Aly Aly et Hassan Aly Hassan |
| 24 septembre 2000 14h30 | Stéphane Joulin 7 | (13 – 7)                   | Dragan Sestic 5 | The Dome, Sydney Arbitrage : Yasser Salim Aly Aly et Hassan Aly Hassan |
| 24 septembre 2000 14h30 | ×3 ×1             | Olympedia Officiel, p. 166 | ×2              | The Dome, Sydney Arbitrage : Yasser Salim Aly Aly et Hassan Aly Hassan |

| France                         |    |                  |       |  |
|                                |    |                  |       |  |
| G                              | 1  | Christian Gaudin | 1/4   |  |
| G                              | 12 | Bruno Martini    | 11/24 |  |
| ARG                            | 2  | Jérôme Fernandez | 5/8   |  |
| P                              | 3  | Didier Dinart    | 2/2   |  |
| ARD                            | 4  | Cédric Burdet    | 3/7   |  |
| DC                             | 5  | Guillaume Gille  | 2/2   |  |
| P                              | 7  | Guéric Kervadec  | 0/1   |  |
| ALG                            | 10 | Andrej Golić     | 2/3   |  |
| ALG                            | 11 | Olivier Girault  | 1/4   |  |
| ARG                            | 14 | Marc Wiltberger  | 3/4   |  |
| ALG                            | 15 | Stéphane Joulin  | 7/10  |  |
| ARD                            | 19 | Patrick Cazal    | 3/10  |  |
| Entraîneur : Daniel Costantini |    |                  |       |  |

| Australie                          |    |                       |       |                         |
|                                    |    |                       |       |                         |
| GB                                 | 1  | Vernon Cheung         | 3/5   |                         |
| GB                                 | 12 | Cristian Bajan        | 17/43 |                         |
| ?                                  | 2  | Taip Ramadani         | -     |                         |
| ?                                  | 3  | Dragan Sestic         | 5/12  |                         |
| ?                                  | 4  | Darryl McCormack      | 0/2   |                         |
| ?                                  | 5  | Rajan Pavlovic        | 1/1   | Suspension · Suspension |
| ?                                  | 6  | David Gonzalez        | 0/1   | Carton jaune            |
| ?                                  | 9  | Lee Schofield         | 2/3   |                         |
| ?                                  | 10 | Kristian Groenintwoud | 3/7   |                         |
| ?                                  | 11 | Brendon Taylor        | 1/2   |                         |
| ?                                  | 13 | Russell Garnett       | 1/2   | Carton jaune            |
| ?                                  | 14 | Sasa Sestic           | 3/9   |                         |
| Entraîneur : Zoltán Marczinka (hu) |    |                       |       |                         |

#### Bilan
La France termine finalement deuxième de la poule après un bilan de 3 victoires, 1 nul et 1 défaite (d'un but contre les champions du monde).
|     | Équipe    | Pts | J | G | N | P | Bp  | Bc  | Diff |
| --- | --------- | --- | - | - | - | - | --- | --- | ---- |
| 1er | Suède     | 10  | 5 | 5 | 0 | 0 | 155 | 121 | 34   |
| 2e  | France    | 7   | 5 | 3 | 1 | 1 | 120 | 104 | 16   |
| 3e  | Espagne   | 6   | 5 | 3 | 0 | 2 | 144 | 126 | 18   |
| 4e  | Slovénie  | 5   | 5 | 2 | 1 | 2 | 137 | 127 | 10   |
| 5e  | Tunisie   | 2   | 5 | 1 | 0 | 4 | 111 | 117 | -6   |
| 6e  | Australie | 0   | 5 | 0 | 0 | 5 | 106 | 178 | -72  |

D'un point de vue statistiques :
- les gardiens, ex-aequo à 38 %, font une excellente compétition
- la défense est performante
  - en attaque :
  - 21 buts/48 tirs de près c'est insuffisant,
  - 16 buts/29 tirs de l'aile c'est très moyen
  - 23 buts/53 tirs à 9m c'est moyen,
  - 22 buts/31 tirs en contre-attaque c'est moyen,
  - 33 buts/47 tirs en pénétration c'est bien.

En résumé, la relation défense/gardiens/contre-attaque est satisfaisante et l'efficacité en attaque est à améliorer.

### Phase finale
|  | Quarts de finale  | Quarts de finale  |                   |                   | Demi-finales           | Demi-finales           |    |  | Finale            | Finale            |
|  | Quarts de finale  | Quarts de finale  |                   |                   | Demi-finales           | Demi-finales           |    |  | Finale            | Finale            |
|  |                   |                   |                   |                   |                        |                        |    |  |                   |                   |
|  | 26 septembre 2000 | 26 septembre 2000 |                   |                   | 29 septembre 2000      | 29 septembre 2000      |    |  | 30 septembre 2000 | 30 septembre 2000 |
|  | 26 septembre 2000 | 26 septembre 2000 |                   |                   | 29 septembre 2000      | 29 septembre 2000      |    |  | 30 septembre 2000 | 30 septembre 2000 |
|  | Russie            | 33                |                   |                   | 29 septembre 2000      | 29 septembre 2000      |    |  | 30 septembre 2000 | 30 septembre 2000 |
|  | Russie            | 33                |                   |                   | 29 septembre 2000      | 29 septembre 2000      |    |  | 30 septembre 2000 | 30 septembre 2000 |
|  | Slovénie          | 22                |                   |                   | 29 septembre 2000      | 29 septembre 2000      |    |  | 30 septembre 2000 | 30 septembre 2000 |
|  | Slovénie          | 22                | Russie            | 29                |                        |                        |    |  | 30 septembre 2000 | 30 septembre 2000 |
|  | 26 septembre 2000 |                   | Russie            | 29                |                        |                        |    |  | 30 septembre 2000 | 30 septembre 2000 |
|  |                   | RF Yougoslavie    | 26                |                   |                        |                        |    |  | 30 septembre 2000 | 30 septembre 2000 |
|  | RF Yougoslavie    | RF Yougoslavie    | 26                | 26                |                        |                        |    |  | 30 septembre 2000 | 30 septembre 2000 |
|  | RF Yougoslavie    |                   |                   | 26                |                        |                        |    |  | 30 septembre 2000 | 30 septembre 2000 |
|  | France            | 21                |                   |                   |                        |                        |    |  | 30 septembre 2000 | 30 septembre 2000 |
|  | France            | 21                | Russie            | 28                |                        |                        |    |  |                   |                   |
|  | 26 septembre 2000 |                   | Russie            | 28                |                        |                        |    |  |                   |                   |
|  |                   | Suède             | 26                |                   |                        |                        |    |  |                   |                   |
|  | Espagne           | Suède             | 26                | 27                |                        |                        |    |  |                   |                   |
|  | Espagne           | 29 septembre 2000 |                   | 27                |                        |                        |    |  |                   |                   |
|  | Allemagne         | 26                |                   |                   |                        |                        |    |  |                   |                   |
|  | Allemagne         | 26                | Espagne           | 25                |                        |                        |    |  |                   |                   |
|  | 26 septembre 2000 | 26 septembre 2000 | Espagne           | 25                | Match pour la 3e place | Match pour la 3e place |    |  |                   |                   |
|  | 26 septembre 2000 | 26 septembre 2000 |                   | Suède             | Match pour la 3e place | Match pour la 3e place | 32 |  |                   |                   |
|  | Suède             | 27                | 30 septembre 2000 | 30 septembre 2000 |                        |                        | 32 |  |                   |                   |
|  | Suède             | 27                | 30 septembre 2000 | 30 septembre 2000 |                        |                        |    |  |                   |                   |
|  | Égypte            | 23                |                   | RF Yougoslavie    | 22                     |                        |    |  |                   |                   |
|  | Égypte            | 23                |                   | RF Yougoslavie    | 22                     |                        |    |  |                   |                   |
|  |                   |                   |                   |                   |                        |                        |    |  | Espagne           | 26                |
|  |                   |                   |                   |                   |                        |                        |    |  | Espagne           | 26                |

#### Quart de finale: défaite face à la RF Yougoslavie
Face aux Yougoslaves de Škrbić, qui sera élu meilleur handballeur de l'année 2000 et sera auteur d'un 7/7 sur ce match, l'équipe de France était apparue assez sereine à son arrivée dans la salle. L'entame de la rencontre pouvait même la conforter dans cette confiance : Fernandez ouvre la marque sur penalty (1re minute) et même si Lapčević et Škrbić donnent l'avantage à la Yougoslavie (2-1, 4e), une série française avec trois buts d'Anquetil et un nouveau but de Fernandez redonne l'avantage à la France (5-2, 10e). L'objectif des Français était atteint, à savoir mener la rencontre le plus rapidement possible pour faire douter les Yougoslaves, que l'on disait fragiles moralement. Dejan Perić, bête noire des Français, sort du terrain remplacé par un jeune gardien de vingt ans et de 2 m, Šterbik, qui terminera le match à près de 50 % d'arrêts (7/15). Les Français se loupent en attaque et les Yougoslaves en profitent en infligeant un 7-0 en cinq minutes aux Français : Jovanović (2), Matić (2), Lapcević, Ðukanović et Škrbić ont pris un abonnement dans les filets de Gaudin (5-9, 18e). La France ne baisse toutefois pas les bras et, grâce à Fernandez une fois et Burdet par trois fois, égalisait (9-9, 27e). Jovanović, en inscrivant un nouveau but donnait l'avantage à la Yougoslavie à la mi-temps (10-9). En seconde période, les Yougoslaves se donnaient d'entrée un peu d'avance en inscrivant deux buts dès la reprise. Puis les séries tantôt yougoslaves, tantôt françaises se succèdent : 14-10, 15-14, 18-14 et 19-18 à la 50e minute, toujours en faveur des Yougoslaves. Les Français courent toujours après le score et ne parviennent pas à pleinement combler leur retard. Et ce sont les joueurs de Veselin Vujović qui marquent alors quatre buts consécutifs (23-18), scellant la défaite française (26-21 score final). « Je suis beaucoup plus déçu par la manière que par le résultat. C'est dommage si l'on regarde le match que nous avons fait contre la Suède. Nous avons commis beaucoup trop d'erreurs défensives face à la Yougoslavie. Nous n'étions pas à fond dans cette rencontre », regrettait ainsi Kervadec immédiatement après la rencontre,,.
| 26 septembre 2000 19h30 | France             | 21 – 26                    | RF Yougoslavie      | The Dome, Sydney Arbitrage : Jan Boye, Bjarne Munk Jensen |
| 26 septembre 2000 19h30 | Grégory Anquetil 5 | (9–10)                     | Jovanović, Škrbić 7 | The Dome, Sydney Arbitrage : Jan Boye, Bjarne Munk Jensen |
| 26 septembre 2000 19h30 | ×3                 | Olympedia Officiel, p. 123 | ×3 ×6               | The Dome, Sydney Arbitrage : Jan Boye, Bjarne Munk Jensen |

| France                         |    |                    |       |                           |
|                                |    |                    |       |                           |
| G                              | 1  | Christian Gaudin   | 10/32 |                           |
| G                              | 12 | Bruno Martini      | 0/4   |                           |
| ARG                            | 2  | Jérôme Fernandez   | 4/10  |                           |
| P                              | 3  | Didier Dinart      | -     | Carton jaune              |
| ARD                            | 4  | Cédric Burdet      | 4/5   | Carton jaune · Suspension |
| DC                             | 5  | Guillaume Gille    | 3/7   |                           |
| P                              | 6  | Bertrand Gille     | 1/2   | Suspension                |
| P                              | 7  | Guéric Kervadec    | 1/2   | Carton jaune              |
| ALD                            | 9  | Grégory Anquetil   | 5/6   |                           |
| ALG                            | 10 | Andrej Golić       | 3/5   |                           |
| DC                             | 17 | Jackson Richardson | 0/2   | Suspension                |
| ARD                            | 19 | Patrick Cazal      | -     |                           |
| Entraîneur : Daniel Costantini |    |                    |       |                           |

| RF Yougoslavie               |    |                      |      |                                        |
|                              |    |                      |      |                                        |
| GB                           | 12 | Dejan Perić          | 5/18 |                                        |
| GB                           | 16 | Arpad Šterbik        | 7/15 |                                        |
| ARD                          | 7  | Aleksandar Knežević  | 2/4  | Suspension                             |
| DC                           | 8  | Nedeljko Jovanović   | 7/7  | Suspension                             |
| ARG                          | 9  | Nenad Peruničić      | 0/2  |                                        |
| ARD                          | 10 | Igor Butulija (en)   | 1/10 |                                        |
| ARG                          | 11 | Ivan Lapčević (en)   | 5/7  |                                        |
| ALG                          | 14 | Vladan Matić (en)    | 2/2  | Carton jaune · Suspension · Suspension |
| ARG                          | 18 | Goran Đukanović (en) | 1/1  | Carton jaune · Suspension              |
| P                            | 20 | Dragan Škrbić        | 7/7  |                                        |
| DC                           | 21 | Nebojša Golić        | 1/1  |                                        |
| P                            | 22 | Ratko Đurković (en)  | -    | Carton jaune · Suspension              |
| Entraîneur : Veselin Vujović |    |                      |      |                                        |

### Matchs de classement
|  | Demi-finales de classement | Demi-finales de classement |        |    | Match pour la 5e place | Match pour la 5e place |
|  | Demi-finales de classement | Demi-finales de classement |        |    | Match pour la 5e place | Match pour la 5e place |
|  |                            |                            |        |    |                        |                        |
|  | 29 septembre 2000          | 29 septembre 2000          |        |    | 30 septembre 2000      | 30 septembre 2000      |
|  | 29 septembre 2000          | 29 septembre 2000          |        |    | 30 septembre 2000      | 30 septembre 2000      |
|  | Slovénie                   | 27                         |        |    | 30 septembre 2000      | 30 septembre 2000      |
|  | Slovénie                   | 27                         |        |    | 30 septembre 2000      | 30 septembre 2000      |
|  | France                     | 29                         |        |    | 30 septembre 2000      | 30 septembre 2000      |
|  | France                     | 29                         | France | 22 |                        |                        |
|  | 29 septembre 2000          |                            | France | 22 |                        |                        |
|  |                            | Allemagne                  | 25     |    |                        |                        |
|  | Allemagne                  | Allemagne                  | 25     | 24 |                        |                        |
|  | Allemagne                  |                            |        | 24 |                        |                        |
|  | Égypte                     | 18                         |        |    |                        |                        |
|  | Égypte                     | 18                         |        |    |                        |                        |

#### Victoire face à la Slovénie
| 29 septembre 2000 9h30 | Slovénie      | 22 – 29                    | France            | The Dome, Sydney Arbitrage : Peter Hansson et Peter Olsson |
| 29 septembre 2000 9h30 | Uroš Šerbec 6 | (9–17)                     | Guillaume Gille 7 | The Dome, Sydney Arbitrage : Peter Hansson et Peter Olsson |
| 29 septembre 2000 9h30 | ×3            | Olympedia Officiel, p. 108 | ×2 ×1             | The Dome, Sydney Arbitrage : Peter Hansson et Peter Olsson |

| Slovénie                   |    |                  |       |                           |
|                            |    |                  |       |                           |
| GB                         | 1  | Rolando Pušnik   | 13/32 |                           |
| GB                         | 16 | Beno Lapajne     | 2/12  |                           |
| ?                          | 3  | Uroš Šerbec      | 6/8   | Suspension                |
| ARD                        | 4  | Renato Vugrinec  | 4/6   |                           |
| ?                          | 6  | Andrej Kastelic  | 1/4   |                           |
| ?                          | 7  | Tettey Banfro    | 2/4   |                           |
| ?                          | 9  | Gregor Cvijič    | 0/4   | Carton jaune · Suspension |
| DC                         | 10 | Iztok Puc        | 1/2   | Carton jaune · Suspension |
| ?                          | 11 | Roman Pungartnik | 2/3   |                           |
| ?                          | 14 | Jani Likaveč     | 0/1   | Carton jaune              |
| ARG                        | 15 | Aleš Pajovič     | 4/7   |                           |
| ?                          | 19 | Zoran Lubej      | 2/4   |                           |
| Entraîneur : Leopold Jeras |    |                  |       |                           |

| France                         |    |                    |      |              |
|                                |    |                    |      |              |
| G                              | 1  | Christian Gaudin   | 7/21 |              |
| G                              | 12 | Bruno Martini      | 5/13 |              |
| P                              | 3  | Didier Dinart      | -    |              |
| ARD                            | 4  | Cédric Burdet      | 4/8  | Carton jaune |
| DC                             | 5  | Guillaume Gille    | 7/10 |              |
| P                              | 6  | Bertrand Gille     | 6/11 | Carton jaune |
| P                              | 7  | Guéric Kervadec    | 0/1  | Suspension   |
| ALD                            | 9  | Grégory Anquetil   | 4/6  |              |
| ALG                            | 10 | Andrej Golić       | 5/7  |              |
| ARG                            | 14 | Marc Wiltberger    | 0/1  |              |
| DC                             | 17 | Jackson Richardson | 3/8  |              |
| ARD                            | 19 | Patrick Cazal      | 0/2  |              |
| Entraîneur : Daniel Costantini |    |                    |      |              |

#### Défaite face à l'Allemagne
| 30 septembre 2000 16h30 | France           | 22 – 25                   | Allemagne     | The Dome, Sydney Arbitrage : Yasser Salim Aly Aly et Hassan Aly Hassan |
| 30 septembre 2000 16h30 | Burdet, Joulin 5 | (11-11)                   | Markus Baur 7 | The Dome, Sydney Arbitrage : Yasser Salim Aly Aly et Hassan Aly Hassan |
| 30 septembre 2000 16h30 | ×3 ×6            | Olympedia Officiel, p. 78 | ×3 ×6 ×1      | The Dome, Sydney Arbitrage : Yasser Salim Aly Aly et Hassan Aly Hassan |

| France                         |    |                    |      |                           |
|                                |    |                    |      |                           |
| G                              | 1  | Christian Gaudin   | 4/15 |                           |
| G                              | 12 | Bruno Martini      | 4/18 |                           |
| ARG                            | 2  | Jérôme Fernandez   | -    |                           |
| P                              | 3  | Didier Dinart      | -    | Carton jaune · Suspension |
| ARD                            | 4  | Cédric Burdet      | 5/10 |                           |
| DC                             | 5  | Guillaume Gille    | 3/9  | Suspension · Suspension   |
| P                              | 6  | Bertrand Gille     | 4/7  | Carton jaune · Suspension |
| ALD                            | 9  | Grégory Anquetil   | 1/2  |                           |
| ALG                            | 11 | Olivier Girault    | 3/3  | Carton jaune · Suspension |
| ARG                            | 14 | Marc Wiltberger    | 0/2  |                           |
| ALG                            | 15 | Stéphane Joulin    | 5/6  |                           |
| DC                             | 17 | Jackson Richardson | 1/4  | Suspension                |
| Entraîneur : Daniel Costantini |    |                    |      |                           |

| Allemagne                 |    |                       |       |                                                                    |
|                           |    |                       |       |                                                                    |
| GB                        | 1  | Henning Fritz         | -     |                                                                    |
| GB                        | 16 | Jan Holpert           | 14/36 |                                                                    |
| DEF                       | 2  | Mike Bezdicek         | -     | Carton jaune · Suspension · Suspension · Suspension · Carton rouge |
| ARG                       | 3  | Frank von Behren      | 3/3   |                                                                    |
| ARG                       | 4  | Bogdan Wenta          | 1/3   | Suspension                                                         |
| P                         | 8  | Christian Schwarzer   | 2/2   |                                                                    |
| ?                         | 9  | Klaus-Dieter Petersen |       | Carton jaune · Suspension                                          |
| ARD                       | 11 | Volker Zerbe          | 1/5   | Carton jaune                                                       |
| DC                        | 13 | Markus Baur           | 7/7   |                                                                    |
| ?                         | 14 | Sven Lakenmacher      | 4/7   |                                                                    |
| ?                         | 17 | Jörg Kunze            | 4/7   |                                                                    |
| ALD                       | 19 | Florian Kehrmann      | 3/5   | Suspension                                                         |
| Entraîneur : Heiner Brand |    |                       |       |                                                                    |

## Statistiques et récompenses

### Récompenses
Aucun joueur de l'équipe de France n'est désigné dans l'équipe-type de la compétition.

### Buteurs
Aucun joueur de l'équipe de France ne termine parmi les 10 meilleurs buteurs de la compétition.
Les statistiques détaillées de l'équipe de France sont :
| Rang  | Joueur             | Tot. | Tirs | %      | Ch.     | 7m    | MJ | Moy. | Carton jaune | Suspension | Carton rouge |
| ----- | ------------------ | ---- | ---- | ------ | ------- | ----- | -- | ---- | ------------ | ---------- | ------------ |
| 1     | Guillaume Gille    | 25   | 47   | 53,2 % | 25/47   | -     | 8  | 3,1  | 1            | 6          | -            |
| 2     | Andrej Golić       | 24   | 40   | 60,0 % | 21/37   | 3/3   | 7  | 3,4  | -            | -          | -            |
| 3     | Jérôme Fernandez   | 23   | 42   | 54,8 % | 18/37   | 5/5   | 6  | 3,8  | -            | -          | -            |
| 4     | Grégory Anquetil   | 20   | 35   | 57,1 % | 18/30   | 2/5   | 7  | 2,9  | 3            | -          | -            |
| 4     | Cédric Burdet      | 20   | 40   | 50,0 % | 20/40   | -     | 7  | 2,9  | 2            | 3          | -            |
| 6     | Bertrand Gille     | 19   | 36   | 52,8 % | 19/36   | -     | 6  | 3,2  | 4            | 4          | -            |
| 7     | Guéric Kervadec    | 16   | 26   | 61,5 % | 16/26   | -     | 7  | 2,3  | 4            | 6          | -            |
| 8     | Jackson Richardson | 14   | 23   | 60,9 % | 14/23   | -     | 7  | 2,0  | -            | -          | -            |
| 9     | Stéphane Joulin    | 12   | 16   | 75,0 % | 9/13    | 3/3   | 2  | 6,0  | -            | -          | -            |
| 10    | Patrick Cazal      | 9    | 26   | 34,6 % | 9/26    | -     | 7  | 1,3  | -            | -          | -            |
| 11    | Olivier Girault    | 4    | 7    | 57,1 % | 4/7     | -     | 4  | 1,0  | 1            | -          | -            |
| 11    | Marc Wiltberger    | 4    | 8    | 50,0 % | 4/8     | -     | 4  | 1,0  | 1            | -          | -            |
| 13    | Didier Dinart      | 2    | 3    | 66,7 % | 2/3     | -     | 8  | 0,3  | 5            | 1          | -            |
| 14    | Christian Gaudin   | 0    | 1    | 0 %    | 0/1     | -     | 8  | 0    | -            | -          | -            |
| Total | Total              | 192  | 350  | 54,9   | 192/350 | 13/16 | 8  | 24   | 21           | 28         | 0            |

### Gardiens de but
Les deux gardiens de but, Bruno Martini et Christian Gaudin ont des statistiques quasiment identiques avec le même nombre d'arrêts (47) et seulement un tir de plus subi par Gaudin :
| Rang  | Nom              | %      | Arrêts | Tirs | MJ | Moy. |
| ----- | ---------------- | ------ | ------ | ---- | -- | ---- |
| 1     | Bruno Martini    | 34,8 % | 47     | 135  | 8  | 5,9  |
| 2     | Christian Gaudin | 34,6 % | 47     | 136  | 8  | 5,9  |
| Total | Total            | 34,7 % | 94     | 271  | 8  | 5,9  |

### Ouvrage de référence
- (en) Handball. Official Report of the XXVII Olympiad - Results, vol. 3, Comité international olympique, 292 p. (lire en ligne)